# (43881) Cerreto
(43881) Cerreto est un astéroïde de la ceinture principale.

## Description
(43881) Cerreto est un astéroïde de la ceinture principale. Il fut découvert le 25 février 1995 à Cima Ekar par Maura Tombelli et Claudio Casacci. Il présente une orbite caractérisée par un demi-grand axe de 2,44 UA, une excentricité de 0,16 et une inclinaison de 3,1° par rapport à l'écliptique.

## Compléments